# 1836
1836 (MDCCCXXXVI) je bilo prestopno leto, ki se je po gregorijanskem koledarju začelo na petek, po 12 dni počasnejšem julijanskem koledarju pa na sredo.

## Dogodki
- 15. maj - Francis Baily v Inch Bonneyu, Roxburgshire med popolnim Sončevim mrkom opazuje pojav, znan kot »Bailyjevi biseri«.
- 23. februar - 6. marec - bitka za Alamo

## Rojstva
- 27. januar - Leopold von Sacher-Masoch, avstrijski pisatelj († 1895)
- 18. februar - Ramakrišna Paramahamsa, indijski hindusitični filozof in vedantin († 1886)
- 19. februar - Jožef Schwegel, slovenski politik in diplomat († 1914)
- 6. marec - Josip Stritar, slovenski pisatelj, dramatik in prevajalec († 1923)
- 9. julij - Sofija Nassavska, kraljica Švedske in Norveške († 1913)
- 21. december - Milij Aleksejevič Balakirjev, ruski skladatelj, dirigent in pianist († 1910)

Neznan datum
- Mulaj Hasan I., sultan Maroka († 1894)

## Smrti
- 21. januar – Franc Novak, slovenski ljudski zbiralec, pisatelj in duhovnik na Madžarskem (* 1791)
- 9. marec - Destutt de Tracy, francoski filozof (* 1754)
- 7. april - William Godwin, angleški novinar in politični filozof (* 1756)
- 10. junij - André-Marie Ampère, francoski fizik, matematik (* 1775)
- 20. junij - Abbe Sieyes , francoski duhovnik , revolucionar in politik (* 1748)
- 23. junij - James Mill, škotski zgodovinar, filozof in ekonomist (* 1773)
- 7. september - John Pond, angleški astronom (* 1767)
- 6. november - Karel X., francoski kralj (* 1757)